# Совет аксакалов
Совет аксакалов — древняя форма управления аульными и общинно-родовыми коллективами и их взаимоотношениями. В совет аксакалов входят старейшины рода или племени, которые обсуждают и решают бытовые, хозяйственные проблемы и споры, рассматривают вопросы воспитания.
Являются частью духовно-воспитательной системы мусульманских обществ.